# Рудник Anna-Madeleine
Рудник Anna-Madeleine – колишній гірничодобувний майданчик у Меланезії на острові Нова Каледонія (заморське володіння Франції).
В 1907 році підприємець Фелікс Мецдорф (Felix Metzdorf) почав розробку відкритого ним хромітового родовища, закладена на якому копальня отримала назву на честь його доньок. Втім, цей етап розробки тривав недовго та припинився вже у 1908 році.
З 1923 по 1937 рік в копальні провадила роботу компанія Société Le Chrome, що змогла видобути за цей період 16 тисяч тонн руди.
Нарешті, останній етап розробки припав на 1943 – 1944 роки, коли родовищем зацікавився підприємець Анрі Лафльор (Lafleur, в подальшому став відомий як засновник великої компанії з видобутку нікелю Société Minière du Sud Pacifique).
Роботи на «Anna-Madeleine» велись відкритим способом. Руду спускали зі схилу гори в долину за допомогою канатної дороги, далі транспортували кілька кілометрів залізничною колією та спускали за допомогою канатної відкатки до причалу в затоці Carénage.